# Llista de presidents de la UEFA
La següent és una llista de presidents de la UEFA, l'òrgan de govern del futbol a nivell europeu.
|   | Nom                | Presa de possessió     | Deixa el càrrec | Nacionalitat |
| - | ------------------ | ---------------------- | --------------- | ------------ |
| 1 | Ebbe Schwartz      | 1954                   | 1962            | Dinamarca    |
| 2 | Gustav Wiederkehr  | 1962                   | 1972†           | Suïssa       |
| 3 | Artemio Franchi    | 1972                   | 1983†           | Itàlia       |
| 4 | Jacques Georges    | 1983                   | 1990            | França       |
| 5 | Lennart Johansson† | 1990                   | 2007            | Suècia       |
| 6 | Michel Platini     | 2007                   | 2015            | França       |
| 7 | Aleksander Čeferin | 14 de setembre de 2016 | En el càrrec    | Eslovènia    |

† Indica que el títol de president d'honor es va atorgar en deixar el càrrec.